# Schloss Assumburg

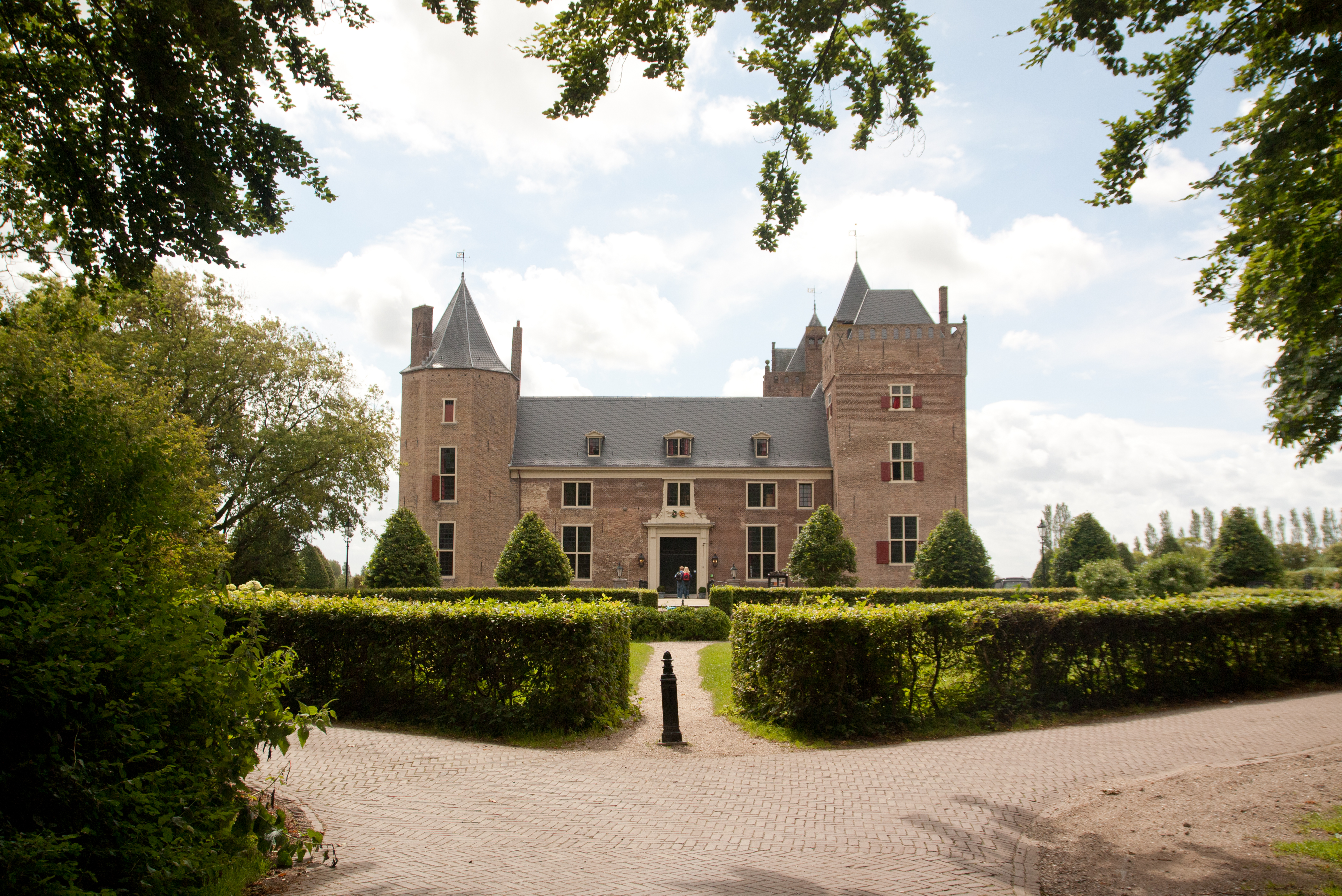
Schloss Assumburg

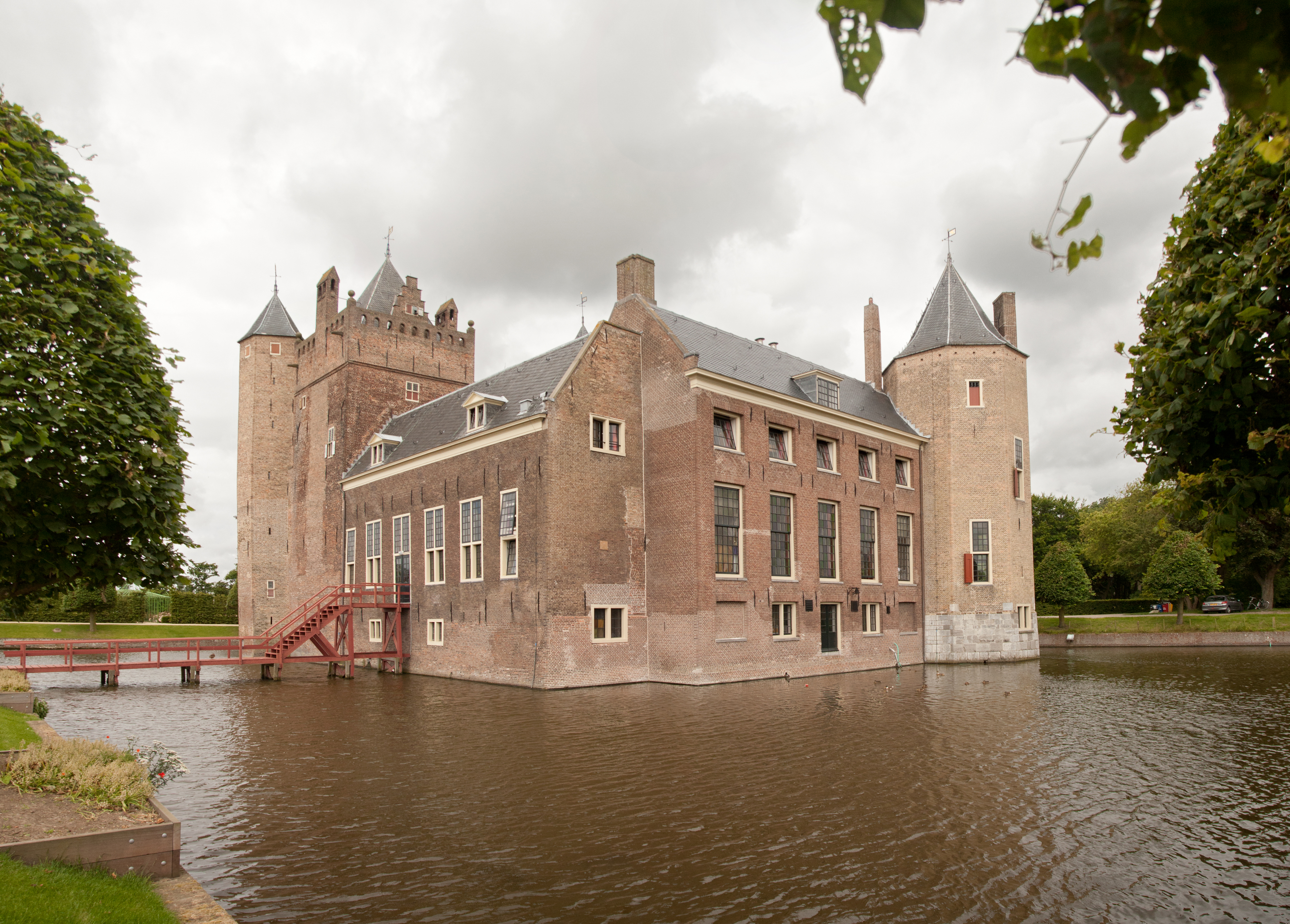
Außenansicht

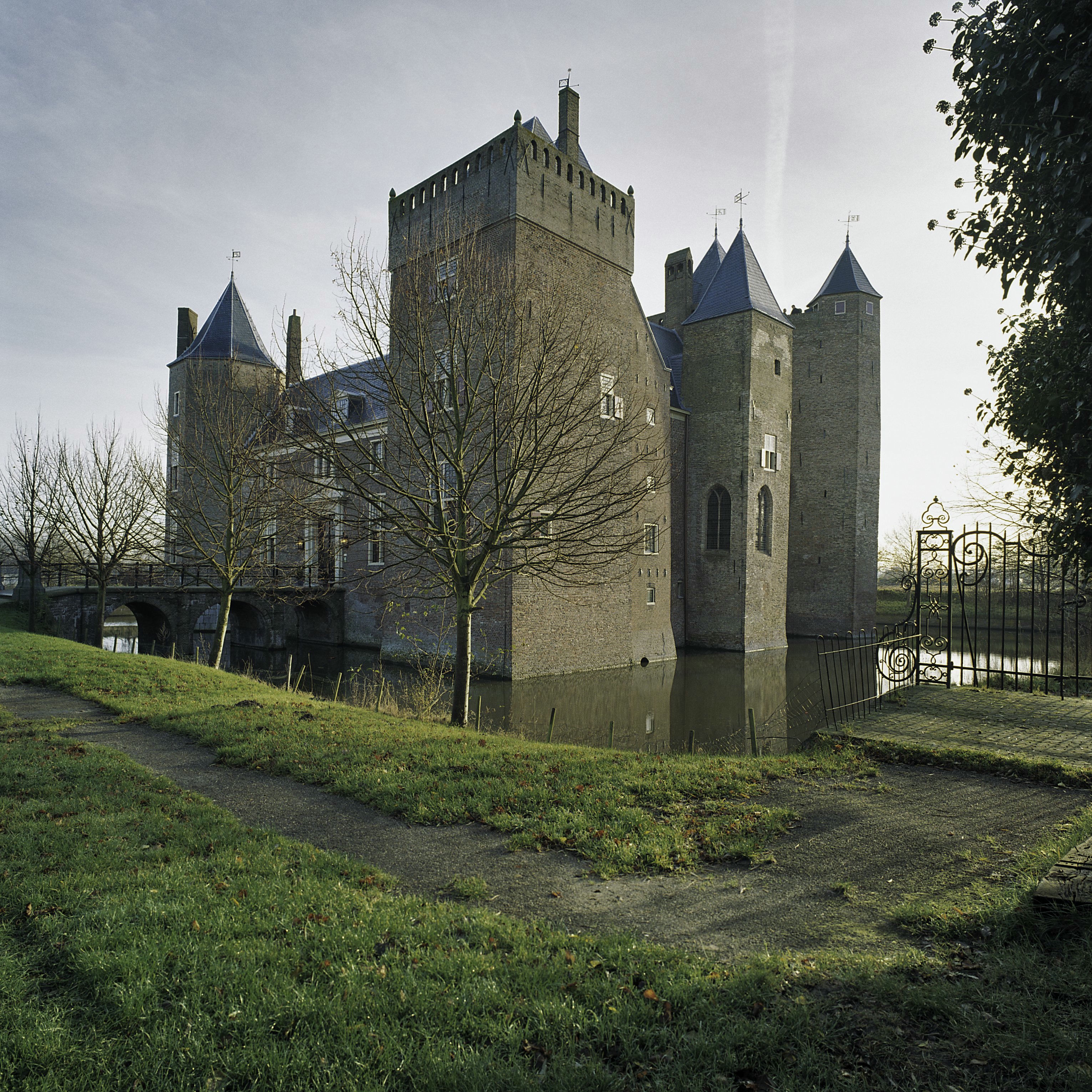
Ansicht des Hauptturms

Schloss Assumburg (niederländisch Slot Assumburg) ist ein burgartiges Schloss im Osten von Heemskerk. Es stammt wahrscheinlich aus dem 13. Jahrhundert, wurde aber 1546 umgebaut und ist nach dem Weiler Assum zwischen Heemskerk und Uitgeest benannt. Es ist vermutet worden, dass beim Bau Abbruchmaterial von der Burg Oud Haerlem verwendet wurde, aber das ist nicht der Fall. Der wehrhafte äußere Eindruck des Schlosses trügt. Es ist in Wirklichkeit eine Nachahmung einer mittelalterlichen Burg. Die dünnen Mauern hätten einer Belagerung nicht standgehalten. Eine solche Burg wird üblicherweise als Kulissenburg bezeichnet.

## Bauwerk
Schloss Assumburg war über viele Jahrhunderte ein Adelssitz. Eine große Anzahl verschiedener Familien hat dort gelebt. Nach 1867 blieb das Schloss unbewohnt. Die Vertäfelung und die Gebrauchsgegenstände wurden in das Schloss Marquette gebracht. Auch die Umgebung verlor ihre einstige Pracht: Der Park um das Schloss verschwand. Von 1911 bis zum 15. Januar 2016 war es im Besitz des Staates. Das Schloss wurde für einen Gulden an den Staat übergeben mit der Verpflichtung, das Schloss zu restaurieren. Die Restaurierung, die von der Government Buildings Agency in Auftrag gegeben wurde, wurde schließlich um 1980 abgeschlossen. Die angrenzende Orangerie war bereits um 1965 restauriert worden. Im Jahr 1933 wurde die Assumburg als Jugendherberge ausgewiesen.
Das Schloss selbst ist mit Ausnahme einer eingeschränkten Öffnung am Tag des offenen Denkmals nicht zu besichtigen. Neben dem Schloss wurde 2003 der Natur- und Erholungspark Assumburg angelegt. Der Schlossgarten aus dem 18. Jahrhundert wurde 2009 originalgetreu restauriert und 2011 für die Öffentlichkeit zugänglich gemacht. Zum Schlossgarten gehören ein Obstgarten, ein Rosarium, ein Gemüse- und Kräutergarten und ein großer formeller Bereich mit Hofteich.
Dieses Schloss wurde am 15. Januar 2016 an die Nationale Denkmalorganisation übertragen und ist ein geschütztes Kulturdenkmal.

## Bewohner

### Familie van Velsen
Im 13. und 14. Jahrhundert war die Burg als Williaems Woninghe van Velsen bekannt und wurde, wie der Name schon sagt, von der Familie van Velsen bewohnt. Jan van Rietwijk, Sohn von Willem van Rietwijk van Velsen, wurde 1322 die Hälfte der Assumburg verpfändet. Die andere Hälfte gehörte bereits Barthout van Assendelft, der ein Blutsverwandter von Jan van Rietwijk gewesen sein muss. Am 17. Mai 1328 verkaufte Jan seine Hälfte der Assumburg an Barthoud von Assendelft. Dann übertrug Barthoud (I.) die gesamte Assumburg an Herrn Jan I. van Polanen (Besitzer der Burg Oud Haerlem), der sie am 5. Juni 1335 an ihn verpfändete. Barthoud war verheiratet mit Catharina, Tochter von Dirk van den Wale, Verwalter des Grafen Wilhelm III. Dirk van den Wale war ein Bastard von Polanen. Barthoud starb wahrscheinlich im Jahr 1345. Sein ältester Sohn Dirk (I) erhielt die Assumburg, starb aber kurz darauf kinderlos, so dass sich sein jüngerer Bruder Gerrit (II) 1348 auf dieser Burg niederlassen konnte. Dieser Gerrit war noch mit der Familie seiner alten Lehnsherren, den van Haerlems, verwandt: Er heiratete Stevina von Haerlem. Seitdem haben die Van Assendelfts das Wappen der Van Haerlems in ihr eigenes aufgenommen.

### Familie von Assendelft
Ihr ältester Sohn Barthoud (II) wurde von Herzog Wilhelm VI. verbannt. So zog Bruder Dirk (II) von Assendelft 1413 in die Assumburg ein und verpfändete sie sogar (20. April 1421). Der letzte männliche Van Assendelft, der in der Assumburg lebte, war Gerrit (VIII) (1567–1617) Herr von Assendelft (1601), Assumburg usw. Gerrit (VIII) blieb unverheiratet. Nach seinem Tod erhielt seine Schwester Anna (II) die Assumburg als Lehen (1618). Sie war verheiratet mit Gerrit van Renesse van der Aa. Anna starb im Jahr 1626. Renesses lebte noch einige Jahrzehnte auf der Assumburg, aber 1669 kaufte der Kaufmann Johannes Wuijtiers das Schloss.

### Familie Deutz
Als nach mehreren Besitzern Jean Deutz das Schloss 1694 kaufte, ließ er die Assumburg nach dem Geschmack der Zeit ausstatten: ein französischer Garten mit Teichen und öffentlichen Gärten. Der letzte Deutz war Jacob Maarten Deutz van Assendelft, der auf dem Schloss lebte und starb (1858). Als seine Frau Josina Johanna Willink 1867 in Amsterdam starb, war dies auch das Ende der Assumburg als stattliches Landhaus. Vierzehn Tage lang fand eine Versteigerung des Inventars statt (Oktober 1868). Auch der Grundbesitz wurde verkauft. Nachdem es für ein Jahr an Hugh Hope Loudon (1816–1891), ein Mitglied des Haager Stadtrats, vermietet worden war, wurde das Gebäude für verschiedene Zwecke genutzt: 1881 als Krankenhaus während einer Choleraepidemie und später als Schule. Im Jahr 1906 ließ Hugo Gevers van Marquette die Vertäfelung des großen Saals auf Schloss Marquette übertragen. Die Marmorschornsteine und vier Türen mit ihren Rahmen wurden ebenfalls dorthin gebracht.

## Restaurierung

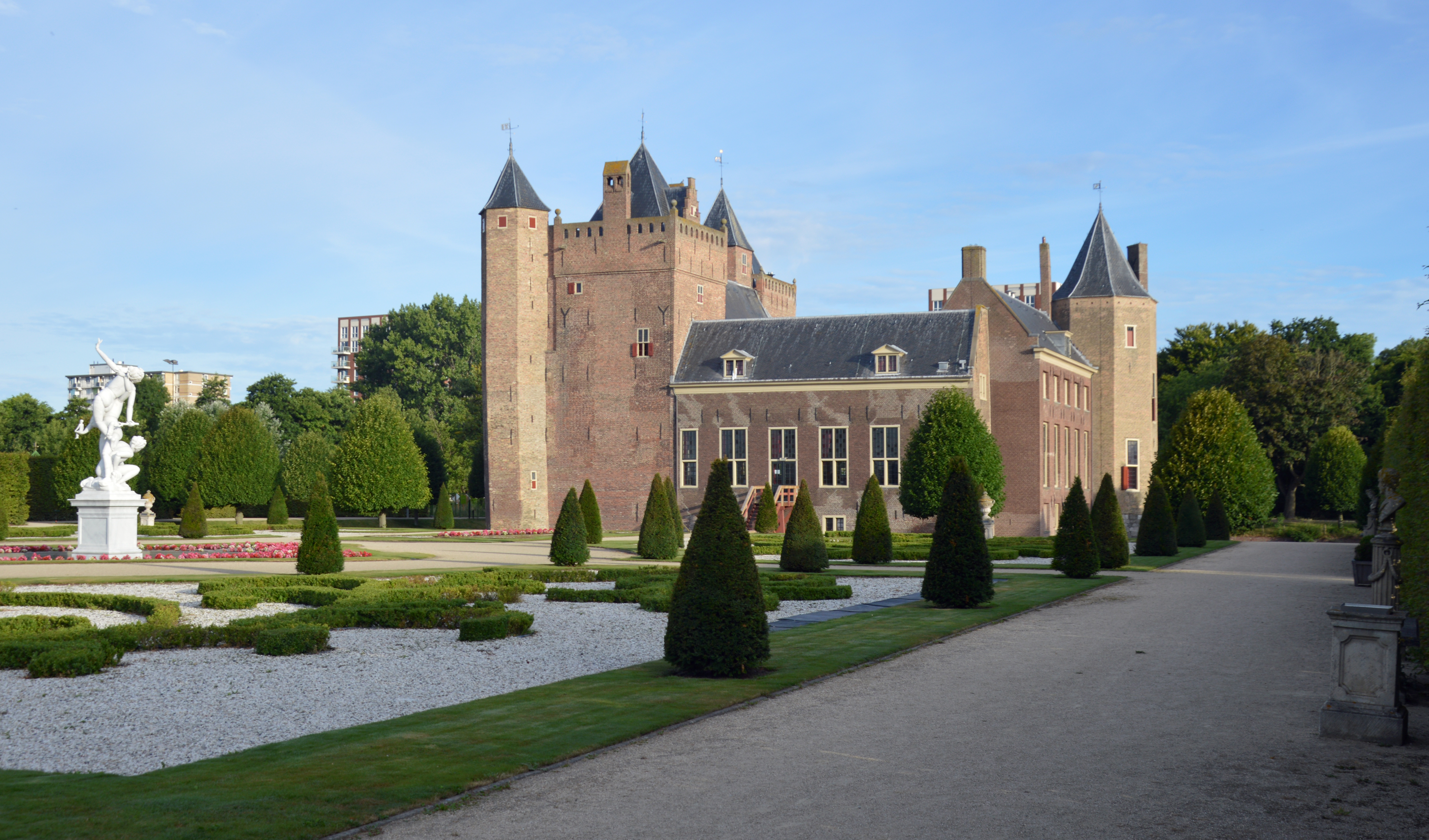
Schloss und Gärten im Jahr 2022.

Am 18. September 1911 wurde das fast verfallene Schloss an den Staat verkauft. Es wurde beschlossen, das Gebäude zu renovieren. Die Funktion als Jugendherberge erlaubte die gesellschaftliche Nutzung des alten Schlosses. Am 15. Juli 1933 fanden die ersten Jugendlichen dort Unterkunft; arbeitslose Jugendherbergsfreunde leisteten viel Arbeit bei der Restaurierung. Während des Krieges 1940/45 lagerten die deutschen Truppen auf der Burg. Nach der Befreiung diente es eine Zeit lang als Internierungslager für etwa 30 politische Gefangene. Heute gehört es zur Jugendherbergskette Stayokay.